# Vigolo
Vigolo (lombardul: Ìgol) település Olaszországban, Lombardia régióban, Bergamo megyében. Lakosainak száma 572 fő (2023. január 1.). Vigolo Parzanica, Adrara San Rocco, Tavernola Bergamasca, Predore, Adrara San Martino, Fonteno és Viadanica községekkel határos.

## Népesség
A település lakossága az elmúlt években az alábbi módon változott:
| Lakosok száma | 661  | 579  | 574  | 572  |
|               | 2008 | 2017 | 2018 | 2023 |